# Seventh Sojourn
Seventh Sojourn är ett musikalbum av The Moody Blues, släppt hösten 1972. Albumet spelades in i London under sommarmånaderna 1972. Två singlar, "Isn't Life Strange" och "I'm Just a Singer (In a Rock and Roll Band)" släpptes från albumet där den förstnämnda blev en hit i Storbritannien, och den sistnämnda i USA. Albumet i sin helhet toppade Billboard-listan för musikalbum, och nådde #5 på brittiska albumlistan. I Sverige sålde det också bra med placering #7 på Kvällstoppen. Albumet släpptes 2007 i en nymixad utgåva där 4 bonusspår ingick.
Mike Pinder ersatte den för gruppen karaktäristiska mellotronen med en chamberlin under inspelningarna av albumet. Inspelningarna kännetecknades av samarbetssvårigheter gruppmedlemmarna emellan och, efter det här albumet spelades inte ett nytt studioalbum in förrän 1978, då albumet Octave släpptes.

## Låtlista
(kompositörens namn inom parentes)
1. "Lost in a Lost World" (Mike Pinder)
2. "New Horizons" (Justin Hayward)
3. "For My Lady" (Ray Thomas)
4. "Isn't Life Strange" (John Lodge)
5. "You And Me" (Justin Hayward/Graeme Edge)
6. "The Land of Make-Believe" (Justin Hayward)
7. "When You're A Free Man" (Mike Pinder)
8. "I'm Just A Singer (In A Rock & Roll Band)" (John Lodge)

## Listplaceringar
| Lista (1972-1973) | Position            |
| ----------------- | ------------------- |
| Australien        | 2 (Go Set)          |
| Danmark           | 4                   |
| Finland           | 6                   |
| Kanada            | 1 (RPM)             |
| Nederländerna     | 7                   |
| Norge             | 10 (VG-lista)       |
| Storbritannien    | 5 (UK Albums Chart) |
| Sverige           | 7 (Kvällstoppen)    |
| USA               | 1 (Billboard 200)   |
| Västtyskland      | 38                  |